# Ingrid Hassler-Gerner
Ingrid Hassler-Gerner (* 4. Juni 1947 in Vaduz) ist eine liechtensteinische Finanzberaterin und Politikerin (VU). 

## Biografie
Hassler-Gerner erhielt 1964 ihr Handelsdiplom. Im Anschluss war sie von 1964 bis 1989 bei der Verlagsgruppe Spiegel der Wirtschaft als Finanzberaterin tätig. Von 1989 bis 2014 war sie Geschäftsführerin der Pan Portfolio AG in Schaanwald. Des Weiteren ist sie seit 2005 Geschäftsführerin der PanFinanzPartner AG, ebenfalls in Schaanwald. Von 2005 bis zum 9. Mai 2014 war Hassler-Gerner Mitglied des Verwaltungsrates der Liechtensteinischen Landesbank. Von 2010 bis 2014 war sie Präsidentin des Stiftungsrates und der Vermögensanlagekommission der Pensionsversicherung für das Staatspersonal (PVS).
Von 1993 bis 2005 war sie für die Vaterländische Union Mitglied des liechtensteinischen Landtages. Erstmals im Oktober 1993 gewählt, erfolgte in den Jahren 1997 und 2001 jeweils ihre Wiederwahl.